# Nanoingeniería
La nanoingeniería es una rama de la ingeniería, que usa la nanotecnología para diseñar productos y sistemas a nanoescala. Su nombre se origina del nanómetro, la unidad de medidas equivalente a un metro dividido mil millones de veces (al 10x^-9 en notación científica). La nanoingeniería surge a partir del desarrollo de la nanotecnología.
La NanoIngeniería es la capacidad que posee la ingeniería de incidir en la materia a escala nanométrica con técnicas más o menos estandarizadas que permitan repetitibilidad de procesos y/o propiedades deseadas.
La nanoingeniería es una disciplina en rápido y permanente desarrollo dada su juventud. Una importante área de la nanoingeniería que empieza a convertirse en una herramienta de común uso es la de las simulaciones moleculares orientadas al análisis y desarrollo de nano-sistemas. Están incluidos en esta área los estudios computacionales de nanoestrucruras como nanocanales, nanomotores, sistemas nanofluídicos, etc.

## Métodos de la nanoingeniería
- Fotolitografía: Es un método que usa luz para producir diseños en químicos foto-sensitivos, los cuales son después retirados para exponer la nueva superficie. Esta técnica es una de las principales en la fabricación de circuitos integrados.
- Litografía de Rayo de Electrones (Electron Beam Lithography): Similar a la fotolitografía, pero se usan rayos de electrones en vez de luz.
- Microscopio Escáner de Túnel (Scanning tunneling microscope (STM)): El cual puede ser utilizado para reproducir y manipular estructuras tan pequeñas como un átomo.
- Autoensamblaje molecular (Self Assembly): Secuencia arbitrarias del ADN sintético que se producen en cantidad y las cuales pueden ser organizadas en proteínas únicas o en aminoácidos que pueden ser vinculados a otros lienzos de ADN, y de los cuales se pueden crear estructuras simples.